# 379 Huenna
A 379 Huenna (ideiglenes jelöléssel 1894 AQ) a Naprendszer kisbolygóövében található aszteroida. Auguste Charlois fedezte fel 1894. január 8-án.